# Ходенко, Николай Иванович
Николай Иванович Ходенко (1926 — 1959) — участник Великой Отечественной войны, командир взвода 626-го стрелкового полка (151-я стрелковая дивизия, 7-я гвардейская армия, 2-й Украинский фронт). Герой Советского Союза (1944). На момент присвоения звания Героя — младший лейтенант, впоследствии — лейтенант.

## Биография
Ходенко Николай Иванович родился 22 февраля 1926 года в селе Пшада Геленджикского района Черноморского округа Кубано-Черноморской области в семье крестьянина. В семилетнем возрасте вместе с родителями мальчик переезжает в Архипо-Осиповку. Затем они переехали в город Новороссийск.
Окончил начальную среднюю школу в Архипо-Осиповке, работал шофёром в Новороссийске.
В Красной Армии с мая 1943 года. Участник Великой Отечественной войны с ноября 1943 года.
В 1944 окончил курсы младших лейтенантов. Командир взвода 626-го стрелкового полка, комсомолец.

### Подвиг
Отличился в боях за населённые пункты Картал, Эмке, Иклад и другие (Венгрия). 28 декабря 1944 года в бою за село Анна (район города Будапешта) его взвод отбил три контратаки превосходящих сил пехоты и танков противника, уничтожив до 120 солдат и офицеров и 3 танка.
Из наградного листа на Н. И. Ходенко:

«В боях в Венгрии за населенные пункты НИЖ.КАРТАЛ, ЭМШЕ, ИКЛАД, САДА, ХЕЛВЕТИЯ, Асодского района Будапештского округа т. ХОДЕНКО, командуя стрелковым взводом, проявил себя храбрым, бесстрашным офицером. За период с 5.12.44 года по 28.12.44 года взвод под его руководством взял в плен 300 немецко-венгерских солдат и офицеров, уничтожил 8 станковых и 5 ручных пулеметов с их расчетами, взял в плен 2 орудийных расчета с орудиями, 5 минометов и обоз с боеприпасами.
26.12.44 года в бою за село Арпад 5 района города Будапешта проявил исключительное геройство и отвагу, с меньшими силами, чем у противника, вступил с превосходящими силами противника, в результате боя уничтожил до 50 немцев, 25 взял в плен, уничтожил 2 станковых пулемета и ручными гранатами подбил бронетранспортер противника. 28.12.44 года в бою за село АННА 5 района города БУДАПЕШТА взвод т. ХОДЕНКО отбил три контратаки пехоты и танков противника, в этом бою уничтожил до 120 немецко-венгерских солдат и офицеров, подбито 3 вражеских танка, из которых один подбил лично сам т. ХОДЕНКО.
За героизм, проявленный в боях с немецко-венгерскими захватчиками младший лейтенант ХОДЕНКО достоин присвоения звания ГЕРОЯ СОВЕТСКОГО СОЮЗА.
Командир 626 стрелкового Краснознаменного полка
полковник ПЕШКОВ

29 декабря 1944 года»— 
В 1946 году женился. С 1949 года лейтенант Ходенко — в запасе. Вернулся в родное село.
Работал в колхозе на родине. Чтобы обеспечить растущую семью, Николай уехал работать на Дальний Восток, где в то время шло освоение Южно-Сахалинских земель. Работал шофёром.
Трагически погиб в 1959 году в результате несчастного случая на производстве. Там же, под Южно-Сахалинском, должен был обрести своё последнее пристанище. Но семья похоронила его в посёлке Архипо-Осиповка.
Дети — дочь Лидия и сын Виктор.

## Награды
- Звание Героя Советского Союза присвоено 28 апреля 1945 года за героизм, проявленный в боях на подступах к городу Будапешту и за его взятие (медаль № 6869)[1][2];
- орден Ленина[1];
- орден Красной Звезды;
- медали.

## Память
- Его имя увековечено на мемориальной арке в Краснодаре.
- Его имя высечено золотыми буквами в зале Славы Центрального музея Великой Отечественной войны в Парке Победы города Москвы.
- На его могиле установлен надгробный памятник.
- В преддверии празднования 65-летия Великой Победы в Архипо-Осиповке был установлен его бюст (скульптор Елена Мунс)[3].
- Его именем названа улица в Геленджике и площадь в Архипо-Осиповке.
- Его именем названа средняя школа №20 в селе Пшада